# Filottrano
Filottrano település Olaszországban, Marche régióban, Ancona megyében. Lakosainak száma 8917 fő (2023. január 1.). Filottrano Appignano, Jesi, Montefano, Santa Maria Nuova, Cingoli és Osimo községekkel határos.

## Fekvése
Filottrano város a hegyek között található, 300 méter alatti átlagos magasságban, mintegy 22 km-re Anconától, 12 km-re Osimótól és Jesitől,  valamint körülbelül 17 km-re Maceratától.

## Története
A település és környéke a régészeti adatok szerint már az i. e. 6. évezred környékén lakott helynek számított, később, a hatodik században, a gallok telepedtek meg itt, s közeli Santa Paolinában, fontos gall temetkezési területet tártak fel, mely az egyik legérdekesebb Olaszországban. A római időkben épült a Veragra kolónia közelében Fratte, de i.sz. 568-ban a keleti gótok a települést kifosztották és elpusztították.
Filottranóról az első megbízható forrás 1187-re, VIII. Gergely pápa idejére nyúlnak vissza. Montefilottrano eredetileg csak egy kis oppidum volt, amely kibővült az évszázadok során.
Az itt épült nagy Storaco kolostor a 12.-13. században, már létezett, (de az első települések talán hat évszázaddal korábbra nyúlnak vissza) a kolostor mára már, elpusztult, de a források egykori létezését megerősítik, egykor fontos zarándokhely volt.
Filottrano várát falak veszik körül, lenyűgözek a város szűk utcái.

## Nevezetességek
- Szent Kristóf templom
- Szent Ferenc templom (16. század): a templom eredetileg a kolostorhoz kapcsolódot.

## Itt születtek, itt éltek
- Pater Dominicus Migliorati - Moldvában élő olasz pap itt született Filottranóban. 1860-ban került a moldvai Forrófalvára, egy azon kevés olasz származású papok közül, aki megtanulva a magyar nyelvet segítette a moldvai magyar közösségek munkáját.

## Galéria

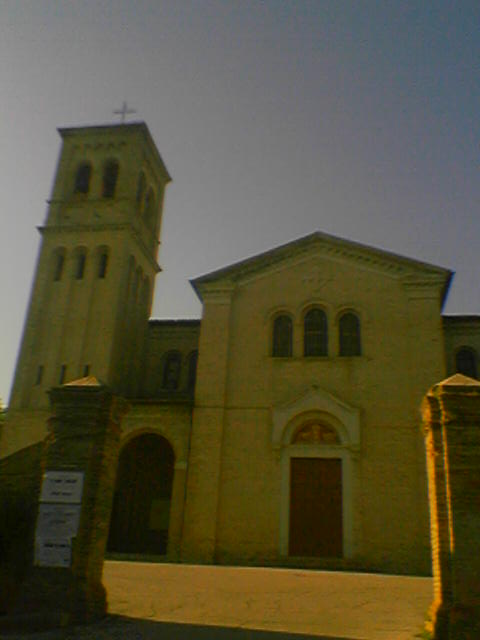
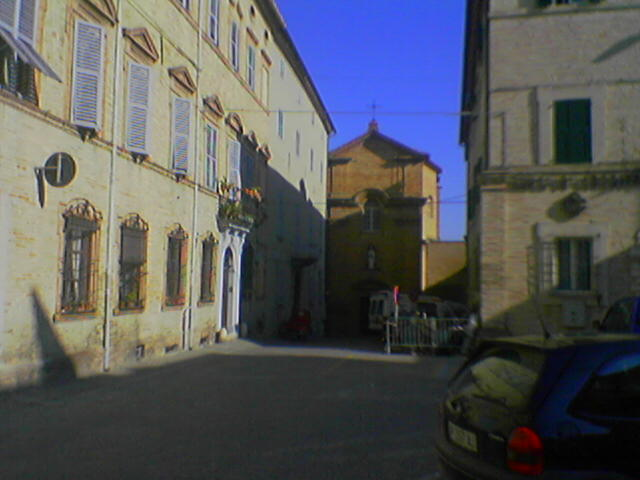
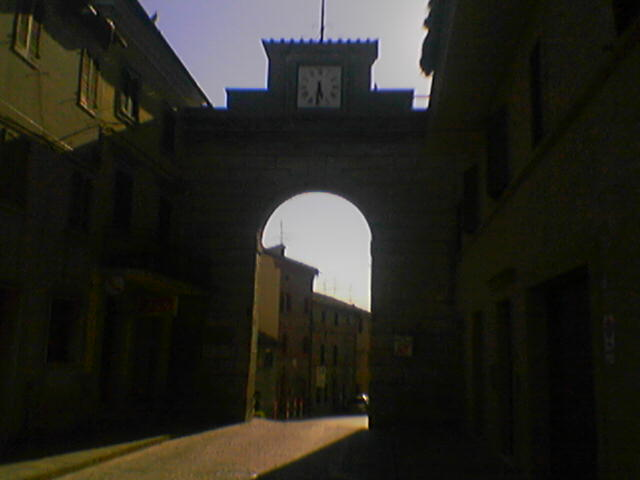

## Népesség
A település lakossága az elmúlt években az alábbi módon változott:
| Lakosok száma | 9385 | 9332 | 8917 |
|               | 2017 | 2018 | 2023 |